# Oribatula latirostris
Oribatula latirostris är en kvalsterart som beskrevs av Rainer Willmann 1951. Oribatula latirostris ingår i släktet Oribatula och familjen Oribatulidae. Inga underarter finns listade i Catalogue of Life.